# Джо Стадвелл
Джо Стадвелл (англ. Joe Studwell) — письменник, міжнародний журналіст, експерт з економічних питань в країнах Сходу. Його роботи публікувались в багатьох видання, включаючи журнал The Economist, звіти аналітичного підрозділу Economist Intelligence Unit, ділову газету The Financial Times, азійські випуски Wall Street Journal, огляди Far Eastern Economic Review та інші. Він є засновником та редактором китайського аналітичного журналу China Economic Quarterly (CEQ) та засновником азійської макроекономічної дослідницької фірми Dragonomics (зараз Gavekal Dragonomics).

## Передмова
Маючи більш ніж 20-річний досвід роботи в Східній Азії журналістом та аналітиком, Стадвелл набув репутації ортодокса. У той же час у своєї книзі він пише: «Немає єдиного шляху до економічного прогресу». Такі протилежні висловлювання — це візитна картка Стадвелла, за що Financial Times запропонував: «Джо Стадвелл… повинен бути названий головним міфом для азійського бізнесу». Основні досягнення Стадвелла, у тому числі заснування CEQ — провідного джерела новин і аналізу в регіоні, а також його три книги, посилюють цю характеристику. Протягом останніх кількох десятиліть дослідження Стадвелла про ідеї та осіб, які керують найпопулярнішим континентом світу, збуджували уяву лідерів бізнесу у всьому світі.

### Китайський економічний щоквартальник
Джо Стадвелл ніколи не очікував стати експертом у Східній Азії, це був вдалий збіг обставин. Коли його дружина Тіффані відправлялася в Східну Азію, щоб практикувати журналістику після вивчення китайської мови в Кембриджі, Стадвелл поїхав разом з нею. Як незалежний журналіст, він з перших подій засвідчив зростання цін на іноземні інвестиції в Китаї протягом 90-х років. Щоквартальник China Economic Quarterly, заснований у 1997 році, запропонував економістам та вищим керівникам погляд інсайдера на цю трансформацію.

## Письменницька діяльність

### Китайська мрія
Західні бізнесмени мріяли про великий, невикористаний ринок Китаю протягом десятиліть. У 1990-х роках це захоплення почало проявлятися у величезній кількості іноземних інвестицій. За даними дослідження Лай Пін'яо (Lai Pingyao), професора економіки Університету міжнародного бізнесу та економіки в Пекіні, іноземні інвестиції в Китай зросли із 4,3 млрд у 1991 році до 40,7 млрд у 2000 році.
Перша книга Стадвелла «The China Dream: The Quest for the Greatest Untapped Market on Earth» (укр. Китайська мрія: пошуки найбільшого невикористаного ринку на Землі, 2013 р.) вийшла з цього контексту. Він попереджав потенційних інвесторів, нагадавши читачам, що такі проблеми, як обмежені права інтелектуальної власності, загальна неефективність та сам комунізм залишаються перешкодами на шляху прогресу.

### Хрещені батьки Азії
«Asian Godfathers: Money and Power in Hong Kong and South-East Asia» (укр. Азійські хрещені батьки: гроші та влада в Гонконгу та Південно-Східній Азії, 2007 р.), друга книга Стадвелла, продовжує відтягувати завісу на континенті. В книзі представлена сконцентрована група мільярдерів, які контролюють великі ділянки Південно-Східної Азії.

«По суті, міф про другу книгу полягав у тому, що ці магнати, ці підприємці, дійсно генерують велику цінність, що вони герої, тому що вони зробили всі ці гроші», — пише Стадвелл. Замість того, щоб возвеличувати їх як підприємців або новаторів, Стадвелл підриває багато міфів, припускаючи, що «хрещені батьки» азійського бізнесу не сприяють економічному зростанню, та «є скоріше бенефіціарами, ніж прихильниками росту».

### Як працює Азія
Остання книга Стадвелла «How Asia Works: Success and Failure in the World's Most Dynamic Region» (укр. Чому Азії вдалося. Успіхи та невдачі найдинамічнішого регіону світу, 2002 р.) також є найамбітнішою. Написана одночасно з його докторською роботою в Кембриджському університеті, вона переглядає історію великих економік країн Східної Азії, сподіваючись розшифрувати загальні принципи, які сприяють або зменшують економічне зростання. Цю книгу назвали «Книгою року як» The Economist, так й The Financial Times. Білл Гейтс назвав «How Asia Work», як одну з його п'яти улюблених книг, і це стало обов'язковим читанням для політиків у Фонді Гейтса.

У 2017 році Джо Стадвелл завершив рукопис для своєї наступної книги, яка розглядає прискорене придбання технологій у китайських виробничих фірмах. В книзі представлено результати шестирічних досліджень — визначені оптимальні стратегії для кращих фірм у країнах, що швидко розвиваються, та їхніх урядів. Він також розглядає, як світові найкращі транснаціональні компанії реагують і отримують користь від зростання нових конкурентів з цих країн. Тематичні дослідження в книзі взяті з практики провідних теплових, вітряних та фотогальванічних китайських компаній, що виробляють електрогенератори, та відображають неперевершений доступ до досліджень китайських лідерів бізнесу, що діяли з 1978 по 2017 рік.

У 2018 році Стадвелл розпочав свій наступний дослідницький проект, дивлячись на прорив країн Африки, які свідомо повторюють політику Східної Азії, що принесла стійкий ріст у 10 % річних в Японії, Південній Кореї, Тайвані та Китаї. Його основна увага зосереджена на Ефіопії — ринок майже у 100 мільйонів людей і шість інших трансформуючих держав. Він був запрошений до Ефіопії та Руанди в 2017 році політичними лідерами, які прочитали його роботу на тему Східної Азії.